# Кінний спорт на літніх Олімпійських іграх 2024 — командна виїздка
Змагання з кінного спорту в командній виїздці на літніх Олімпійських іграх 2024 тривають з 30 липня по 3 серпня у Версальському палаці. Змагаються 45 вершників і вершниць (15 команд по 3 в кожній) з 15 країн. Як і в інших кінноспортивних дисциплінах, жінки змагаються разом з чоловіками.

## Розклад
Вказано центральноєвропейський час (UTC+1).
| Дата                    | Початок | Етап                          |
| ----------------------- | ------- | ----------------------------- |
| Вівторок, 30 липня      | 11:00   | Гран-прі, день 1              |
| Вівторок, 30 липня 2024 | 10:00   | Гран-прі, день 2              |
| Субота, 3 серпня        | 10:00   | Гран-прі, спеціальна програма |